# Résurrection d'une espèce éteinte

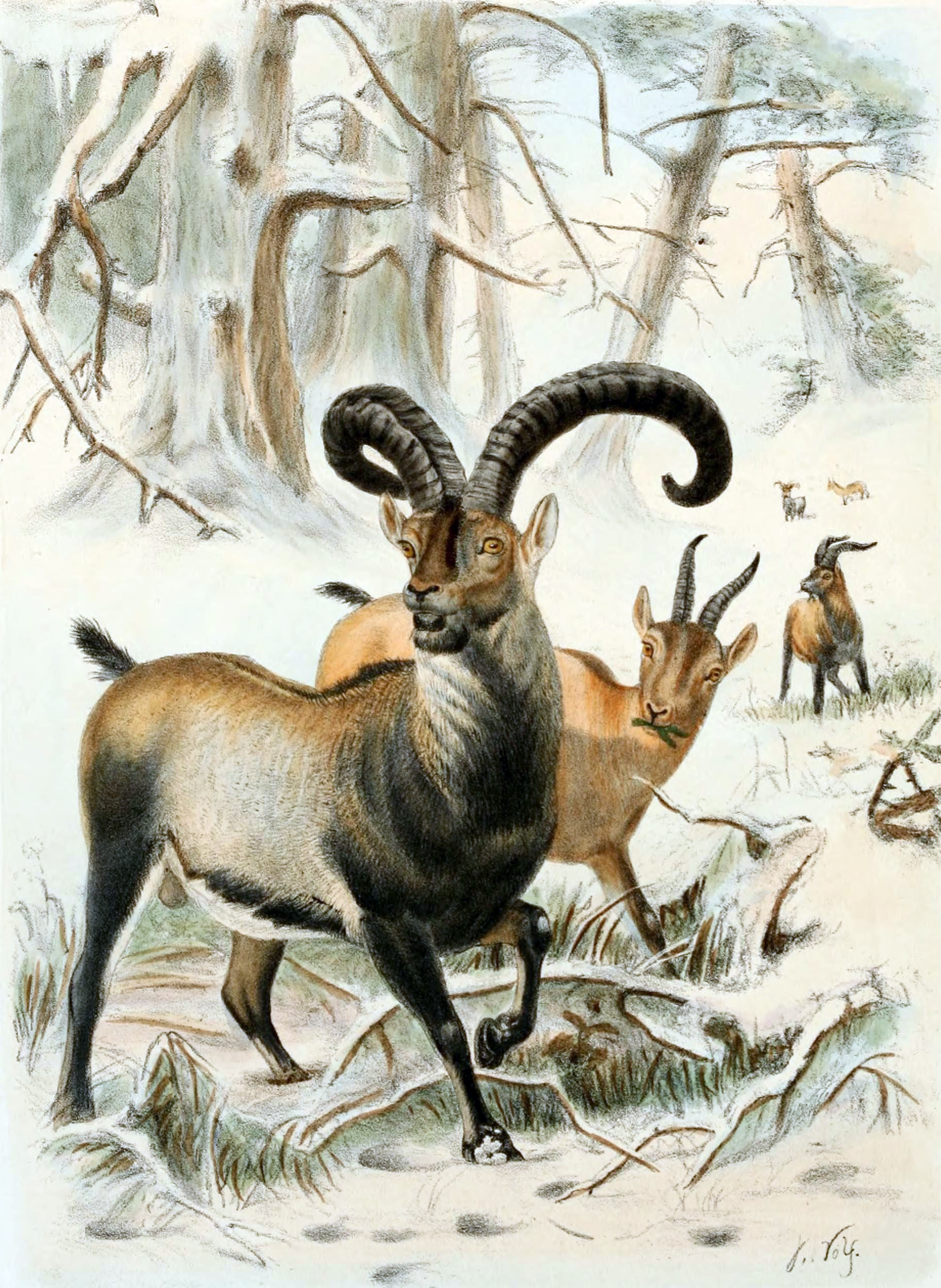
Le Bouquetin des Pyrénées (Capra pyrenaica pyrenaica) fut ajouté à la longue liste des espèces animales disparues, après que sa dernière représentante a été retrouvée morte le 6 janvier 2000.

La résurrection, également appelée désextinction, est le processus de création d’une espèce apparentée à une espèce éteinte grâce aux avancées récentes en génétique et biologie synthétique. Le sujet de la désextinction suscite de nos jours une certaine controverse. En effet, une idée fréquemment soutenue est qu’il serait préférable de se concentrer sur les espèces en voie de disparition aujourd’hui.

## Définition
Le terme anglais de-extinction semble être apparu d'abord dans l'univers de la science-fiction, d'abord en 1979 sous la plume de Piers Anthony dans The Source of Magic. Mais la grande oeuvre qui a popularisé ce concept (sans toutefois utiliser le terme) fut Jurassic Park de Michael Crichton en 1990, rendu mondialement célèbre par son adaptation cinématographique en 1993 par Steven Spielberg. 
En 2016, l’Union Internationale pour la conservation de la nature (IUCN) a publié un ensemble de lignes directrices sur la désextinction des espèces. 
Elle présente la désextinction comme outil potentiel de restauration de la biodiversité, de stabilisation et renforcement des écosystèmes. L’objectif de cette publication est d’engager le dialogue dans la communauté scientifique et le débat public. Il est précisé que le terme de désextinction prête à confusion puisqu’il n’est pas possible de créer des copies conformes d’espèces éteintes, le terme d’« espèces proxy » est préféré. Le terme de désextinction sous-entend que toute espèce éteinte peut être ressuscitée par les biotechnologies et peut mener à une baisse de soutien économique et politique dans les efforts de conservation actuellement menés.
L'UICN inclut aussi un groupe scientifique de spécialistes des loups (Canid Specialist Group ou CSG) qui est l'organisme scientifique de référence sur l'état et la conservation des espèces de canidés, et s'est penché sur le cas de la pseudo-résurrection du loup sinistre par la firme Colossal. En 2025, le CSG a reconnu la prouesse scientifique et technique de cette modification génétique, mais rappelle que les loups gris et les loups sinistres étaient en réalité distinctes par des milliers de gènes, alors que le travail de Colossal n'a porté que sur quelques gènes, visant à recréer des traits très superficiels. Le CSG invite interroge la pertinence de telles manipulations génétiques dans un cadre de conservation, et appelle à ce que ceci ne détourne pas l'attention des problèmes actuels et cruciaux de la conservation des espèce, qui nécessite de protéger les populations existantes dans des écosystèmes fonctionnels. Par ailleurs, ils insistent dans leur avis sur l'importance, dans la définition de la dé-extinction, que l'espèce recrée vienne combler une niche écologique laissée vacante, c'est-à-dire assure une fonctionnalité écologique manifeste, ce qui n'est le cas de quasiment aucune des espèces proposées à la dé-extinction dans les médias.

## Principe et enjeux

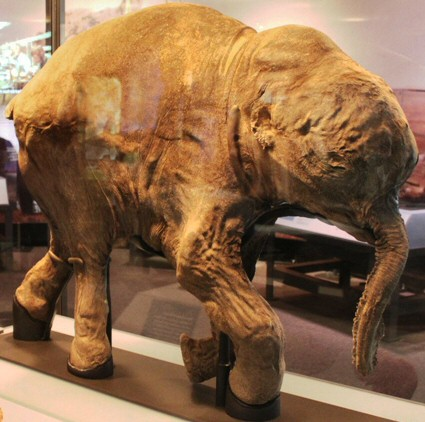
Le jeune mammouth Lyuba, qui avait encore de la nourriture dans son estomac, constituerait un excellent candidat à la désextinction grâce à l'excellente conservation de son patrimoine génétique (Musée Field). Voir l'article Recréation du Mammouth laineux.

Si faire revenir sur Terre des dinosaures comme dans le film de science-fiction Jurassic Park semble impossible, parce que l'ADN retrouvé sur des fossiles vieux de 65 millions d'années est trop dégradé, il serait par contre possible de ressusciter certaines espèces disparues depuis moins longtemps. 
Différentes solutions permettraient ce processus de renaissance : le clonage, par transfert de cellules somatiques adultes provenant de tissus relativement bien conservés de l'espèce éteinte, dans des ovules ou des œufs d'une espèce proche ; l'ingénierie génétique, par séquençage du génome et insertion des séquences d'ADN faisant la spécificité de l'espèce éteinte dans le génome d'une espèce proche toujours vivante ; ou une méthode d'élevage avec sélection par croisement des individus ayant le génome se rapprochant le plus du génome ancestral .

### Croisements
Des essais de croisement effectués de 1920 à 1930 avaient déjà abouti à la reconstitution vraisemblable d'une sorte de cousin de l'Aurochs, nommée Aurochs de Heck.

### Clonage
Le clonage a permis la naissance d'un bouquetin des Pyrénées en janvier 2009, ce qui en fait le premier cas de résurrection d’une sous-espèce animale éteinte, même si celle-ci ne dura que quelques minutes, le nouveau-né étant mort rapidement à cause d’une malformation pulmonaire,.
Selon un éditorial de la prestigieuse revue Nature, « cette voie vers la désextinction n'est pas une option pour la plupart des espèces. L'ADN se dégrade avec le temps, et sans un échantillon d'ADN soigneusement conservé, les chercheurs devraient reconstituer l'ensemble du génome ». 

### Modification génétique
En avril 2025, Colossal Biosciences annonce avoir eu recours au clonage et à l'édition génomique pour donner naissance à trois louveteaux génétiquement modifiés : Romulus et Rémus, deux mâles âgés de six mois, et Khaleesi, une femelle âgée de deux mois, ressuscitant ainsi Canis dirus, le Loup sinistre. Toutefois, il n'y a pas eu de clonage, et les louveteaux étaient de simples loups gris dont Colossal Biosciences avait modifié 14 gènes afin de reproduire - très superficiellement - des traits physiques associés dans l'imaginaire populaire aux loups sinistres (principalement tels que décrits dans la franchise Game of Thrones, à laquelle l'un des louveteaux emprunte son nom). Des chiennes domestiques ont servi de mères porteuses pour les louveteaux,,. L'entreprise affirme que ces modifications génétiques mineures ont permis de ressusciter l'espèce du Loup sinistre, bien qu'« aucun ADN de loup sinistre ancien n'ait été intégré au génome du Loup gris ». 
Toutefois, de l'aveu même des scientifiques qui conseillent Colossal, « Il n'y a aucune chance que le loup sinistre ait jamais ressemblé à ça », et certaines modifications comme le pelage blanc avaient pour principal but d'impressionner les médias et de rapprocher les animaux obtenus de ceux qu'on voit dans la série Game of Thrones.
Selon Ben Novak, de l'organisation « Revive & Restore », « Le loup sinistre correspond parfaitement au modèle de désextinction de Jurassic Park ». Ces animaux présentent les caractéristiques d'espèces éteintes et ne présentent aucun intérêt pour les écosystèmes sauvages actuels : « Ce n'est que pour le spectacle ». De même pour Tom Gilbert, généticien de l'évolution à l'université de Copenhague et conseiller scientifique chez Colossal, « C'est un chien avec 20 modifications. [...] Si vous publiez des descriptions qui peuvent être si facilement falsifiées, vous risquez de nuire à la réputation de la science ».

## Intérêt
Les partisans de la dé-extinction la présentent comme une solution à la disparition des espèces. Toutefois, les organismes de protection de la nature comme l'UICN soulignent qu'une poignée d'individus transgéniques créés en laboratoire ne font pas une populations d'animaux sauvages, surtout quand leur environnement a disparu, et qu'il est bien plus viable et urgent de protéger les espèces actuelles que d'en ressusciter d'anciennes, surtout quant on n'a pas réglé les causes de leur disparition,. 
Plusieurs éléments limitent donc l'intérêt de cette démarche : le manque de robustesse des populations ainsi conçues (par manque probable de diversité génétique), la difficulté de leur intégration dans un environnement qui a évolué sans elles, et le coût, notamment si l’on considère que les mêmes fonds pourraient être consacrés à la préservation d'espèces actuelles.
Par ailleurs, les espèces avancées par les entrepreneurs de la désextinction sont toutes des « espèces charismatiques », c'est-à-dire de gros animaux spectaculaires très présents dans l'imaginaire cinématographique (mammouths, loups sinistres, dinosaures...), à l'intérêt essentiellement touristique comme dans Jurassic Park, tandis que les scientifique qui travaillent sur des espèces plus modestes et plus récentes (mais avec un intérêt écologique supérieur) comme le pigeon migrateur ne parviennent pas à trouver de financement.
Beth Shapiro, la généticienne « chief scientific officer » de Colossal, a elle-même confessé à la revue Nature son propre scepticisme quant à l'intérêt écologique de créer des éléphants présentant des caractéristiques des mammouths : « [m]on livre sur la désextinction, intitulé How To Clone A Mammoth (Comment cloner un mammouth), aurait pu s'intituler plus précisément Comment procéder pour cloner un mammouth (si cela devenait techniquement possible, et si c'était effectivement une bonne idée, ce qui n'est probablement pas le cas). ».

## Débats
La désextinction est depuis récemment entrée dans le débat public et scientifique. Certains projets phare comme la résurrection du mammouth laineux ou la tourte voyageuse ont été largement médiatisés et ont stimulé le débat public, à travers des événements comme la conférence TEDx sur la désextinction par The Long Now Fundation.
De nombreuses controverses gravitent autour de ce sujet, dues aux multiples incertitudes à propos du financement, de la faisabilité, de la mise en pratique, du contrôle et des potentiels bénéfices et risques d’une telle pratique. En particulier, une compétitivité face aux stratégies de conservation actuelles ainsi qu'une mauvaise perception des enjeux par le public sont redoutées. Par exemple, il serait néfaste de considérer la désextinction comme une solution miracle et de ne plus considérer la préservation des espèces en danger comme une priorité.
Il est donc nécessaire que ce sujet soit débattu à tous les niveaux, comme le souligne l'IUCN, pour définir une potentielle mise en place de la désextinction, les acteurs ayant un rôle à jouer et en cerner les enjeux. Certains aspects du débat, notamment la relation entre technologie et préservation de la nature, se retrouvent dans des débats déjà menés. Il peut être bénéfique d’incorporer les leçons apprises d’anciens projets, comme sur le clonage  d’espèces en danger.

### Économie
La dynamique économique de tels programmes est aussi matière à débat : on peut redouter un détournement des fonds alloués à la conservation des espèces. Le premier modèle des impacts de la désextinction sur la conservation a simulé trois scénarios pour lesquels la source des financements diffère. Un seul des trois scénarios simulé, pour lequel les fonds proviennent de sources indépendantes de la conservation de la nature, mène à un gain net de biodiversité et l'article argumente que cela reste un manque à gagner pour les espèces existantes.
D’autres pensent qu’un investissement dans les biotechnologies liées à la résurrection des espèces peut avoir des retombées positives pour la conservation d’espèces existantes : le programme de recréation du mammouth laineux a lancé la recherche pour la culture de virus de l’herpès d’éléphant, un pathogène létal qui menace les populations d’éléphants d’Asie. Aussi, la dépense initiale des programmes de résurrection, notamment la recherche in silico est déjà couverte par d’autres disciplines puisque l’ADN des espèces éteintes est séquencé indépendamment de ces programmes.

### Place de la désextinction dans la conservation de la nature
La définition de la résurrection des espèces est débattue puisqu’il est question de sa place dans la conservation de la nature ainsi que la façon de la mettre en application, en vue des lois de protection des espèces par exemple. On peut citer l'exemple des critiques adressées contre l'acte des espèces en danger des États-Unis, après qu'une espèce de vache en danger eut été clonée.
Certains experts  pensent que la définition de l’IUCN est problématique puisqu’elle implique que cloner une espèce éteinte ne produit qu’une espèce proxy vu qu’elle est épigénétiquement différente, et donc qu’une altération de l’humain sur l’épigénétique d’une espèce remplacerait celle-ci par un proxy anthropogénique. Ceci sous-entend que les efforts actuels destinés à la conservation ont mené les espèces protégées à leur extinction. Il est proposé de définir la désextinction comme le remplacement écologique des espèces éteintes par modification phénotypique d’espèces existantes au moyen de plusieurs techniques comme la sélection artificielle, l’élevage rétro sélectif, et l’hybridation facilitées par la manipulation génétique.
De ce fait la désextinction se voudrait être une extension ou un outil de la restauration de l’écologie dont la seule différence serait les techniques utilisées, notamment les biotechnologies. La réintroduction serait alors une forme de désextinction : un exemple connu est la réintroduction des loups dans le parc de Yellowstone, ils ne sont pas des descendants directs de la population éteinte puisqu’ils proviennent d’une autre sous-espèce.

#### Rôle des biotechnologies
La désextinction pose aussi la question d’une nouvelle classification d’espèces en danger. Les biotechnologies remettent en question le concept de désextinction : certaines espèces comme le rhinocéros blanc du nord ne peuvent pas se reproduire sans assistance biotechnologique .
D’autres espèces sont conservées sous forme unicellulaire, comme dans le plus grand zoo congelé du monde à San Diego. Puisque tous les organismes passent par un stade unicellulaire dans leur cycle de vie, il peut être pertinent de reconsidérer la classification dichotomique actuelle, en vie/éteint, pour mieux adapter les stratégies en place et à venir, comme par exemple : l’extinction locale, l’extinction en milieu sauvage, l’extinction fonctionnelle, l’extinction par espèce engourdie et extinction globale .

### Dette envers les espèces éteintes
On sait aujourd’hui que de nombreuses espèces ont disparu pour des raisons anthropiques. La Tourte voyageuse qui a disparu à la fin du 19e siècle à la suite d’une forte augmentation de sa chasse ainsi que la destruction de son habitat par l’homme, en est un exemple.
Comme le suggère le philosophe David Heyd, nous pourrions être menés à croire que l’homme a une sorte de dette envers certaines espèces éteintes, d’autant plus qu’il a aujourd’hui les capacités technologiques de les ressusciter par différentes techniques telles que le clonage animal et le transfert nucléaire.
Il existe trois questions déontologiques à ce sujet : une espèce est-elle en soi une entité ayant des droits ? Si oui, une espèce éteinte en a-t-elle ? Et enfin, si elle en a et y a droit, ces droits requièrent-ils sa résurrection ? 
Or, comme le dit le philosophe légal et politique Joel Feinberg, les individus d’une espèce peuvent avoir des intérêts mais pas l’espèce en soi. De ce fait, il ne serait pas possible de lui faire du mal mais seulement à ses individus. 
En effet seuls les individus ont un niveau de bien-être et une âme. Il serait donc impossible pour l’homme de payer cette dette par la résurrection et devrait plutôt prendre conscience de ce qu’il a commis dans le passé et s’engager à ne pas répéter ces erreurs.

### Présomption de l’humain
Une préoccupation qui surgit souvent avec la question de la biotechnologie transgénique est celle d’incarner une sorte de personnage divin. En effet cette pratique suggère que les génomes des espèces ne sont que des pièces de puzzle que l’homme pourrait se permettre d’assembler afin de faire mieux que la nature. Alors que certains critiquent les scientifiques qui ont parfois tendance à surestimer leurs capacités à contrôler l’impact des technologies, surtout lorsqu’il s’agit d’interférer avec des dynamiques aussi grandes que les écosystèmes, d’autres sont d’avis que ce serait trop arrogant de vouloir contrôler directement l’effet du problème au lieu d’agir sur les raisons sociales et comportementales qui en sont à l’origine.
Cependant, on pourrait croire que la première fois que nous avons « joué à Dieu » a été au moment de l’extinction causée par l’homme des espèces en question. Et que nous serions actuellement en train d’agir plutôt par culpabilité que par arrogance, ce qui se rapproche plus de l’humilité que du rôle divin.